# Capela de Nossa Senhora da Saúde (Montemor)
A Capela de Nossa Senhora da Saúde de Montemor é um pequeno templo situado na povoação de Montemor, sita na freguesia de Loures e concelho do mesmo nome, em Portugal.
Segundo a tradição, na sequência de um terrível surto de peste que teve início em Lisboa em 15 de Outubro de 1598, que cedo se propagou pela maior parte do reino, matando muitas pessoas, e durando até cerca de cinco anos, muita gente de Lisboa terá fugido da cidade, procurando os ares puros das povações ao redor, como o desta pequena aldeia da várzea de Loures, situada no topo de um pequeno monte (donde o seu nome de Montemor).
A Montemor foram então ter várias famílias de Lisboa, trazendo uma delas, uma imagem de Nossa Senhora (a qual ainda hoje se venera na capela), à qual logo construíram uma pequena ermida ou nicho, prometendo-lhe aumentá-la se a peste terminasse.
Em 1603 acabou o contágio, e não se esqueceram do seu voto: mandaram edificar logo uma capela, que a devoção dos fiéis ainda ampliou depois. A imagem da Virgem passou então a ser cultuada como Nossa Senhora da Saúde; desta época, aliás, datam vários outros santuários dedicados a Nossa Senhora sob esta invocação (veja-se, por exemplo, a homónima Capela da Senhora da Saúde em Sacavém).
As paredes da capela-mor foram desde o seu princípio revestidas de azulejos, e em 1626, os irmãos da confraria da Senhora mandaram forrar de azulejos o corpo da capela, o que consta da inscrição dos mesmos azulejos. Por volta de 1700, terá sido acrescentada uma boa tribuna de talha dourada.
Em frente da capela há um alpendre com seu átrio, de onde se goza um dilatado e formoso panorama. O tecto deste alpendre está colocado sobre quatro colunas, quadradas, de mármore, tendo na arquitrave do centro esta inscrição:
ESTE ALPENDRE MANDOU FAZER MIGUEL TOSTADO DA MAIA
À SUA CUSTA EM O ANNO DE 1621
No interior existe um coro, púlpito e sacristia. A capela-mor chegou a ser fechada por grades de pau-santo [que já não existem]. Os povos destas terras têm muita devoção a esta imagem de Nossa Senhora da Saúde, à qual atribuem muitos milagres.
Na inscrição em azulejos na parede lateral pode-se ler:
LOUVADO SEJA O SANTISSIMOSACRAMENTO A PUREZA DA VIRGEN MARIA COMSEBIDA SEM PECADO ORIGINAL SENDO IVIS MANOEL DA COSTA DESTA CONFRARIA DEN. S. DA SAVDE MANDOV FAZERAS DVAS PAREDES GRANDES DASVLELO A SVA CVSTA E DEVASAÕ E A DEMAIS OBRA DEBAXODO CORO MANDRAÕ FAZER OS MORDOMOS Q ENTÃO SERVIAM ANO DE 1626
Existem no interior duas peças datadas: um lavatório em pedra de 1690 e um cofre, também em pedra para a recolha de esmolas, com a data de 1781.
Do século XIX, parecem datar algumas pinturas decorativas existentes no arco triunfal, segundo se lê numa inscrição no fecho do arco, datada de 1833.
Em Montemor, assim como em Caneças e outras aldeias saloias, até aos anos 70 do século passado, eram lavadas as roupas de muitas famílias de Lisboa, sendo transportadas pelas lavadeiras. Este transporte inicialmente era feito em galeras e camionetas de carga e mais tarde nas camionetas da Arboricultora. Este assunto foi retratado no famoso filme português Aldeia da Roupa Branca.
Posteriormente a esta fundação (ou talvez repovoação) desta terra, são conhecidos poucos factos com ela relacionados. Existe muita documentação sobre a povoação de Loures, mas com escassas referências a este monte.
Consta também que a Capela de Nossa Senhora da Saúde foi ocupada após a Implantação da República, tendo sido exibido um circo no seu interior. Supõe-se que terá sido dessa época o desaparecimento dos azulejos no seu interior. Em meados do século passado foi também roubada a imagem de Nossa Senhora que foi posteriormente recuperada pelas lavadeiras de Montemor, em Lisboa.